# 東覚院
東覚院（とうがくいん）は、東京都世田谷区にある真言宗智山派の寺院。

## 概要
1288年（正応元年）、月空によって開山された。月空は長谷寺の僧で、この地で草庵を結んだのが起源である。その後1558年（永禄元年）に「大願寺」と称した。
当寺の本尊は薬師如来像である。両眼を失明した河野という神主が薬師如来のご利益により視力を回復し、当寺に薬師如来像を安置したのが由来である。その際に「青林山東覚院薬王寺」と改称した。この薬師如来像は秘仏で、河野神主の末裔が20年ごとに開帳することになっている。

## 交通アクセス
- 小田急小田原線千歳船橋駅より徒歩21分。
- 千歳船橋駅よりバス(小田急バス　経01系統)「千歳台四丁目」下車